# Божиков

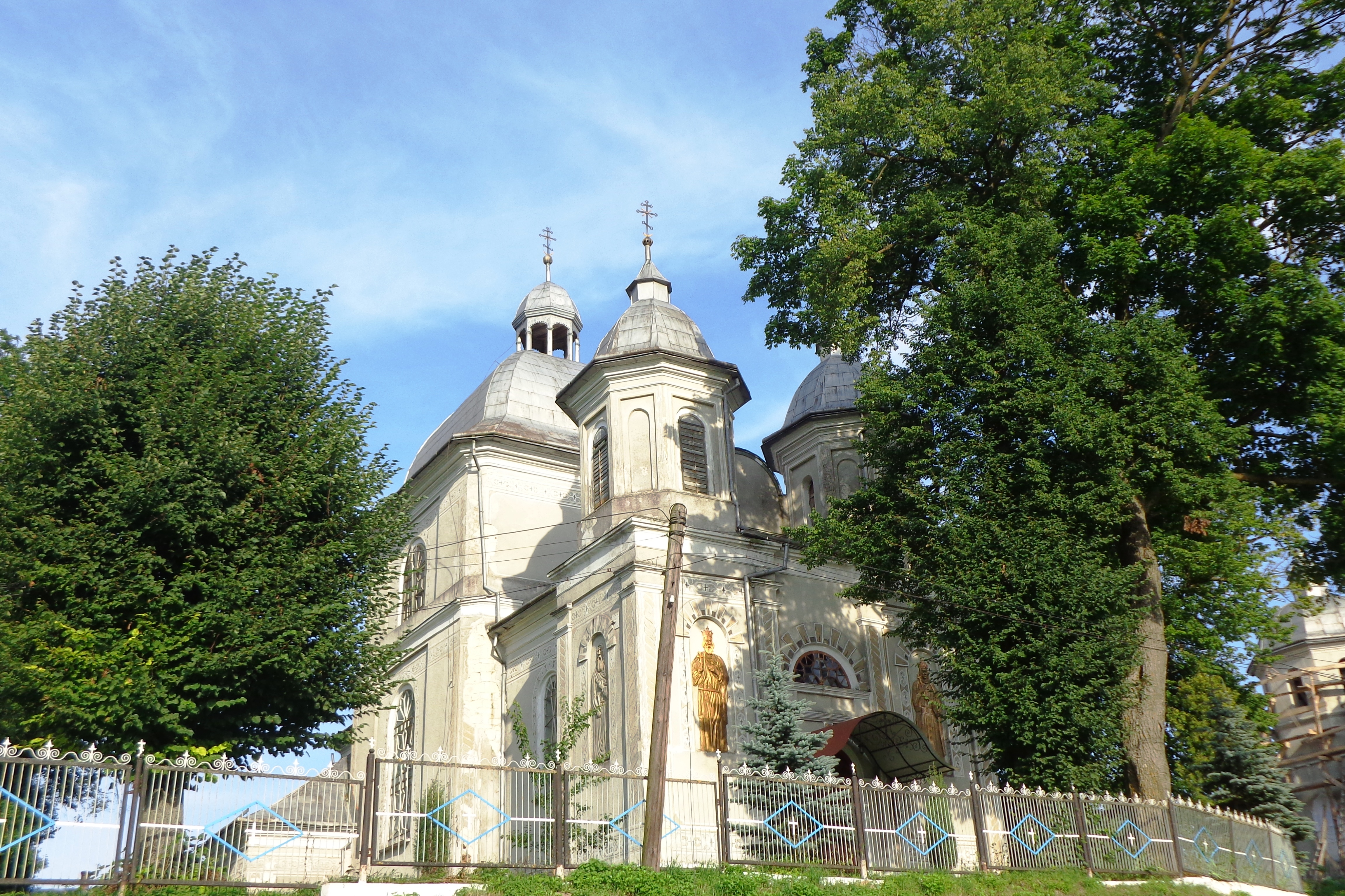
Церковь Николая Чудотворца в Божикове (1870 г.)

Божиков (укр. Божиків) — село в Саранчуковской сельской общине Тернопольского района Тернопольской области Украины.
До 2020 года входило в Бережанский район.
Код КОАТУУ — 6120486701. Население в 2014 году составляло ▼528 человек. Население по переписи 2001 года составляло 670 человек.

## Географическое положение
Село Божиков находится на правом берегу реки Золотая Липа,
выше по течению на расстоянии в 2 км расположено село Котов,
ниже по течению на расстоянии в 2 км расположено село Литвинов,
на противоположном берегу — село Волощина.
По селу протекает пересыхающий ручей.

## История
- 1455 год — дата основания.
- В 1964 году переименовано в село Приветное.
- В 1991 году возвращено прежнее название Божиков[3].

## Экономика
- «Золотая Липа», ООО.

## Объекты социальной сферы
- Школа.
- Детский сад.

## Религия
- Церковь Св. Николая.